# Monumento nacional (Indonesia)
El Monumento Nacional (en indonesio: Monumen Nasional) o simplemente Monas es una torre tipo obelisco de 132 metros (433 pies ) en el centro de la plaza Merdeka, a su vez en el centro de la ciudad de Yakarta, que simboliza la lucha por la independencia de Indonesia.
La construcción comenzó en 1961 bajo la dirección del presidente Sukarno. Monas fue abierto al público en 1975. Está coronado por una llama cubierta con una lámina de oro. El monumento y el museo abren todos los días desde las 08:00 hasta las 15:00 hora de Indonesia occidental (UTC +7) durante toda la semana, excepto el último lunes de cada mes en que el monumento está cerrado.